# Pimentel (Chiclayo)
Pimentel es una localidad y  balneario peruano capital del distrito homónimo, ubicado en la provincia de Chiclayo en el departamento de Lambayeque. Se encuentra a aproximadamente 11 km. distancia del centro de la ciudad de Chiclayo.

## Toponimia
Pimentel no tuvo fundación colonial, pues entonces el puerto de referencia de la región era San José. Empezó a figurar en documentos a inicios de la República con el nombre de Caleta de Salaverry. Más adelante, durante el gobierno del presidente Ramón Castilla, fue rebautizada oficialmente con el nombre de Caleta de la Concepción de Chiclayo, nombre que no tuvo arraigo entre los locales. Posteriormente con el ingreso de empresario italiano Virgilio Dall'Orso se adopta oficiosamente el nombre que usaban los pobladores, Pampas de Pimentel, dado en honor al capitán Ricardo Pimentel, el mismo que localizó en este lugar un fondeadero con mejores condiciones que San José y más cercano a Chiclayo, donde él radicaba.
Finalmente cuando el puerto de Garita de Moche en la provincia de Trujillo adoptó el nombre de Salaverry, los locales decidieron oficializar el nombre de Pimentel.

## Descripción
En el año 1911 Salvador Gutiérrez obtuvo el permiso para construir y explotar un muelle en Pimentel, que permitiría el transporte y comercio de diversos productos de la zona con otros lugares del país y del extranjero. El muelle del balneario de Pimentel  tiene 695 m de largo y es considerado el más largo del  país, actualmente es visitado por turistas de diversos lugares que llegan al balneario.

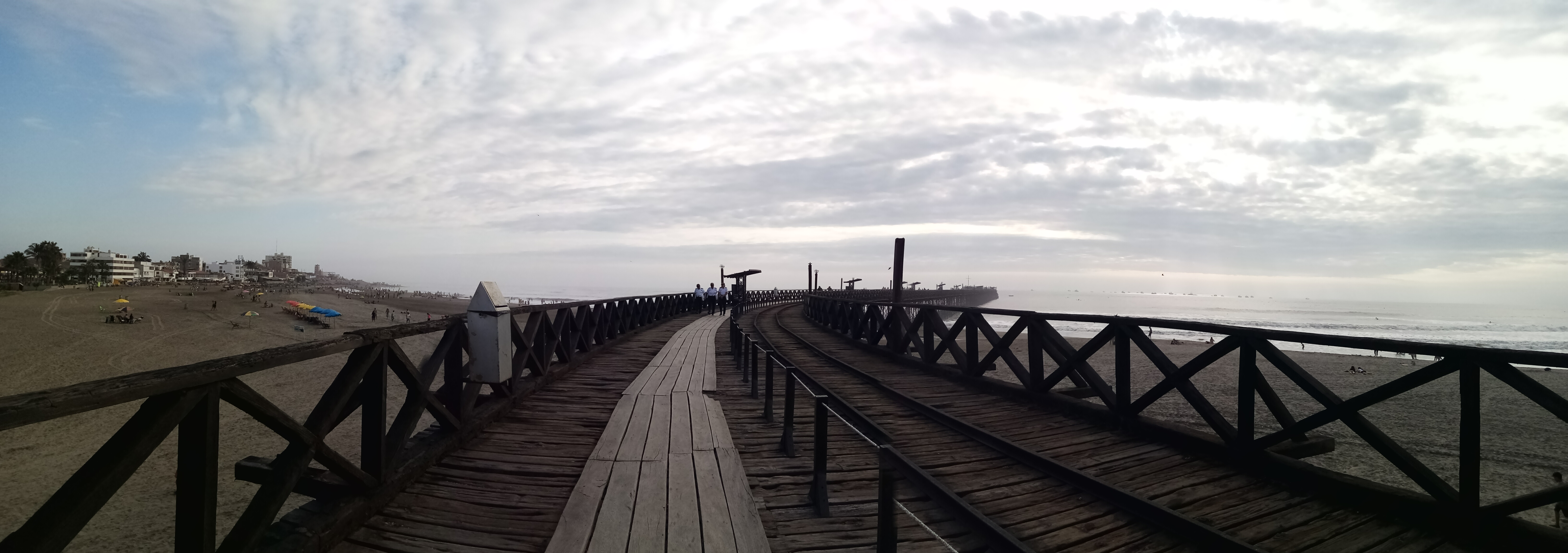
Vista panorámica del muelle de Pimentel.

## Clima
El clima en Pimentel varía entre húmedo hasta semiárido. El mes más caluroso es enero, y el más frío es el mes de setiembre, debido a que Pimentel se ubica cerca al mar. Algunas veces llueve y es impactado por el fenómeno del Niño, como sucedió en el fenómeno del Niño de 2017 y en el de 2023.
| Parámetros climáticos promedio de Pimentel | Parámetros climáticos promedio de Pimentel | Parámetros climáticos promedio de Pimentel | Parámetros climáticos promedio de Pimentel | Parámetros climáticos promedio de Pimentel | Parámetros climáticos promedio de Pimentel | Parámetros climáticos promedio de Pimentel | Parámetros climáticos promedio de Pimentel | Parámetros climáticos promedio de Pimentel | Parámetros climáticos promedio de Pimentel | Parámetros climáticos promedio de Pimentel | Parámetros climáticos promedio de Pimentel | Parámetros climáticos promedio de Pimentel | Parámetros climáticos promedio de Pimentel |
| Mes                                        | Ene.                                       | Feb.                                       | Mar.                                       | Abr.                                       | May.                                       | Jun.                                       | Jul.                                       | Ago.                                       | Sep.                                       | Oct.                                       | Nov.                                       | Dic.                                       | Anual                                      |
| ------------------------------------------ | ------------------------------------------ | ------------------------------------------ | ------------------------------------------ | ------------------------------------------ | ------------------------------------------ | ------------------------------------------ | ------------------------------------------ | ------------------------------------------ | ------------------------------------------ | ------------------------------------------ | ------------------------------------------ | ------------------------------------------ | ------------------------------------------ |
| Temp. media (°C)                           | 24.6                                       | 25.3                                       | 25.6                                       | 24                                         | 22.4                                       | 20.6                                       | 19.6                                       | 19.2                                       | 18.9                                       | 19.7                                       | 20.6                                       | 22.8                                       | 21.9                                       |
| Fuente: climate-data.org                   |                                            |                                            |                                            |                                            |                                            |                                            |                                            |                                            |                                            |                                            |                                            |                                            |                                            |

## Galería

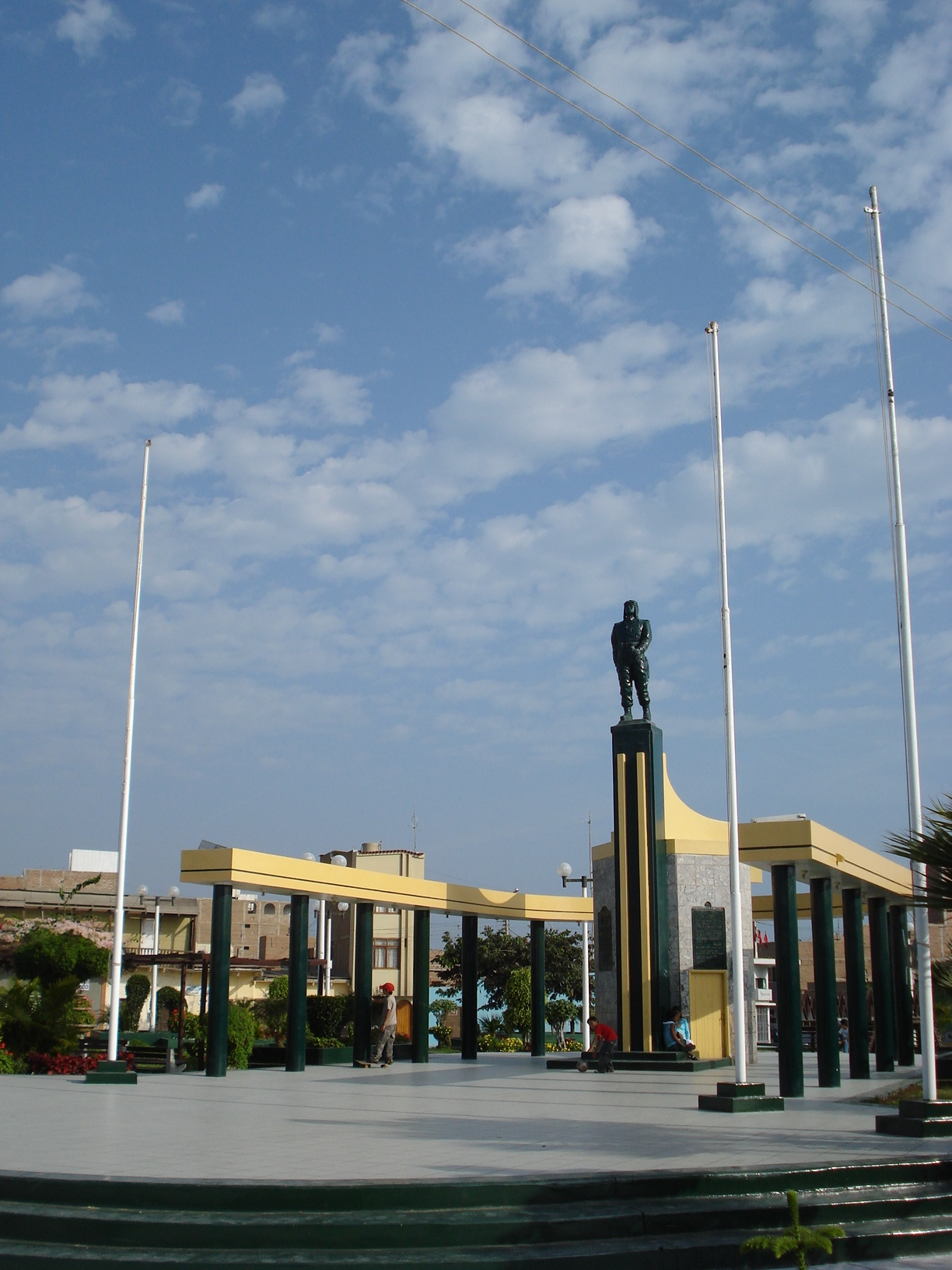
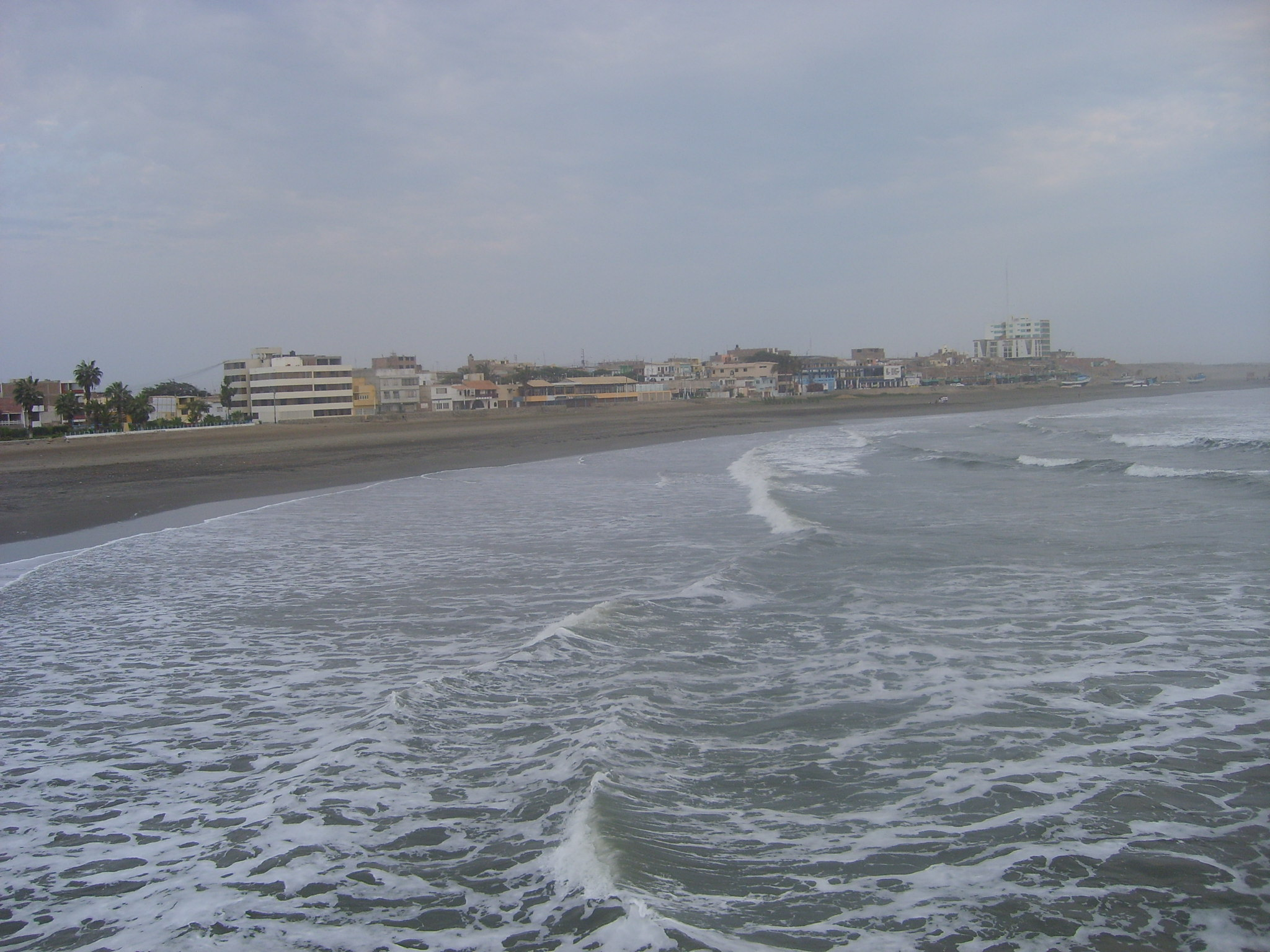
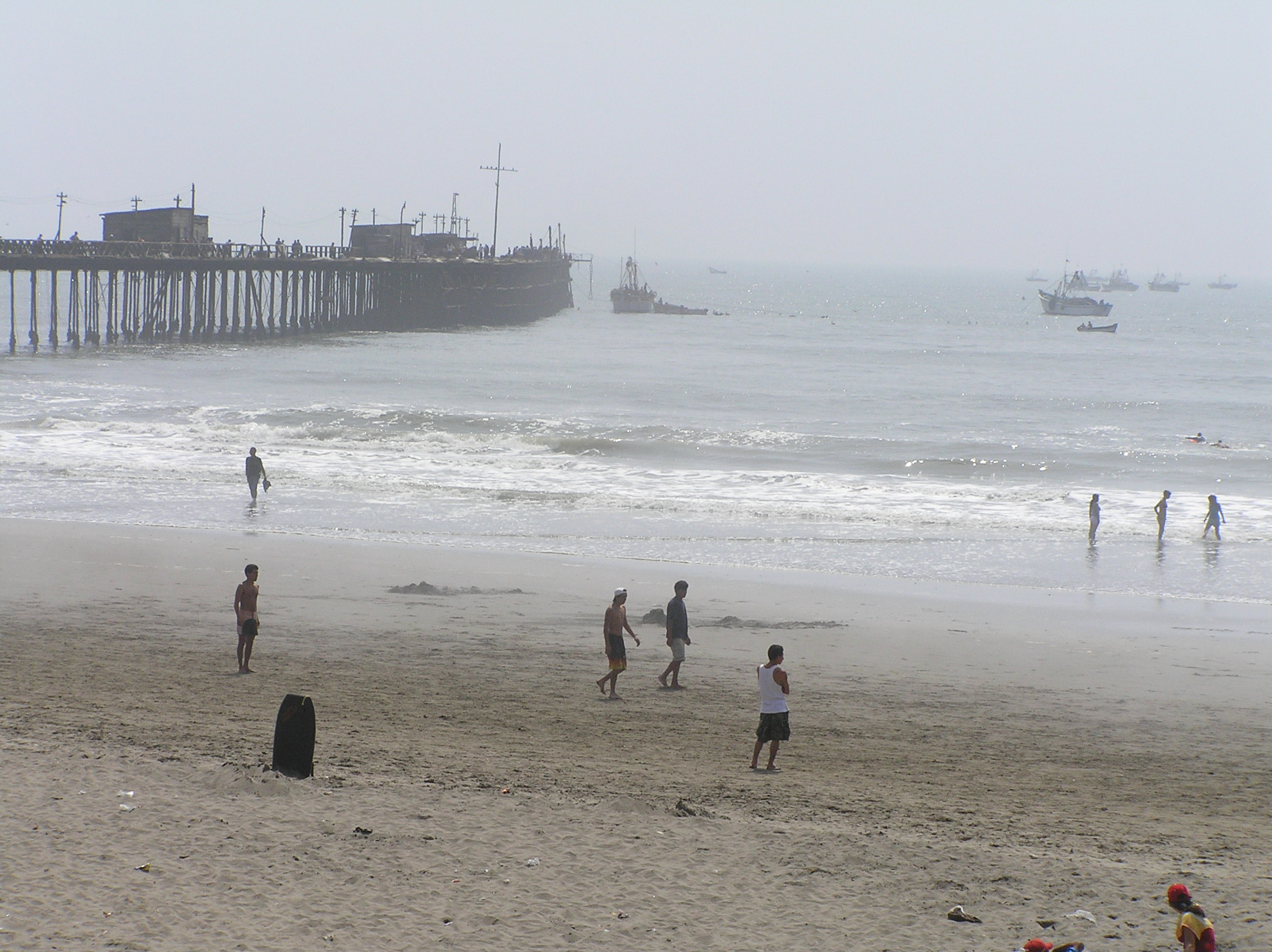
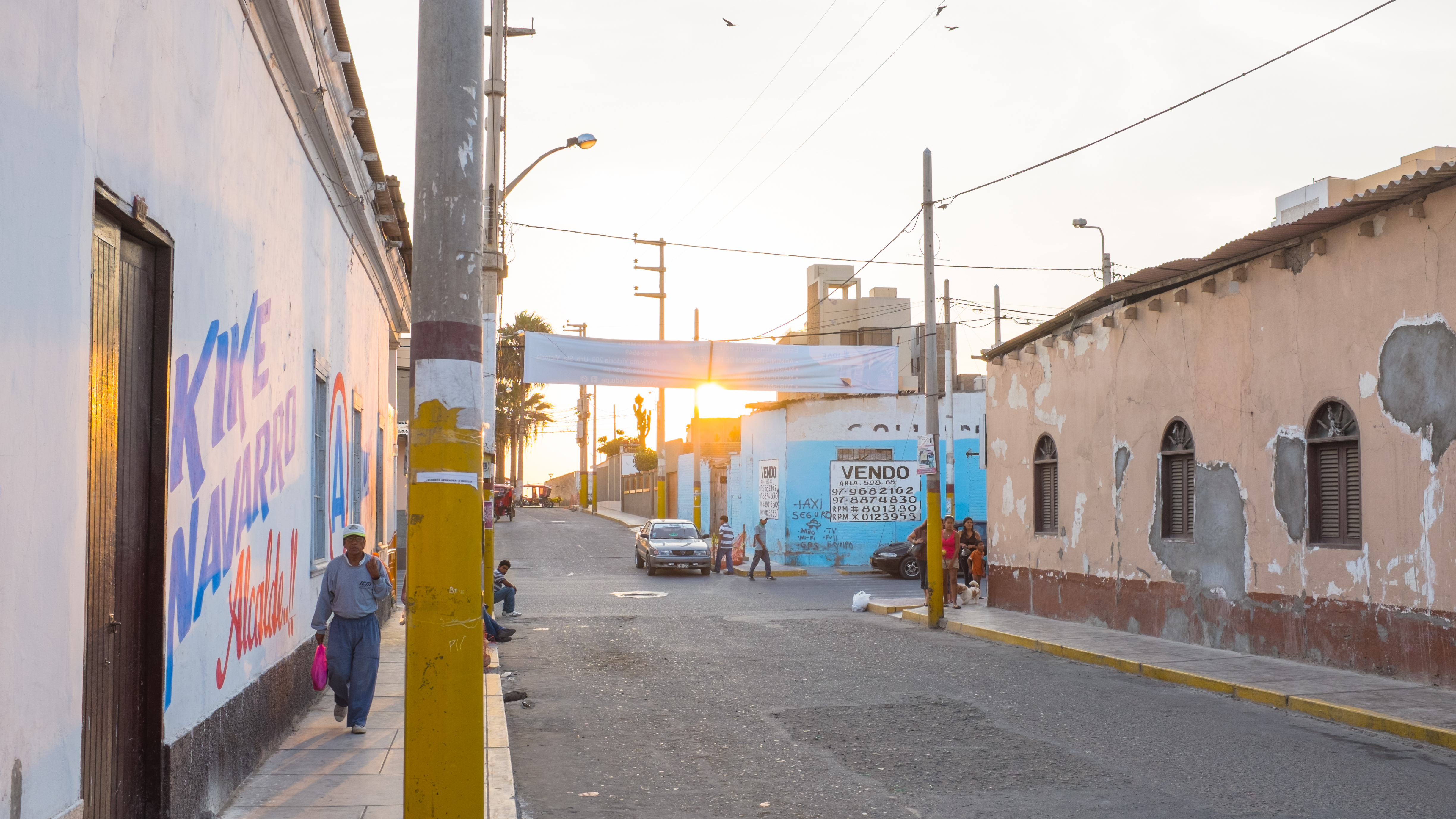